# Duchess (chanson de Genesis)
Pour les articles homonymes, voir Duchess.
Singles de Genesis
Turn It On Again
(1980) Misunderstanding
(1980)
Duchess est un titre du groupe Genesis sorti en 1980 sur l'album Duke.
Il atteint la place n°46 en Angleterre.

## Contexte
Les paroles racontent l'histoire de l'ascension et la chute d'une diva, des débuts de sa carrière, ses succès, jusqu'à son déclin. C'est le premier titre de Genesis qui utilise une boîte à rythmes. L'idée de construire une chanson autour d'une séquence rythmique sera reprise deux années plus tard sur le titre Mama en 1983.

## Clip video
La vidéo de la chanson montre Phil Collins, Tony Banks et Mike Rutherford dans le Liverpool Empire Theatre. La boîte à rythme utilisée (une Roland CR-78 (en)) apparait au début du clip qui, sans la longue introduction instrumentale de la version de l'album, ne débute qu'avant la partie chantée.

## Interprétation en concert
Le titre est interprété lors des tournée de 1980 et 1981. Tony Banks indique lors d'une interview que c'est une chanson importante pour Genesis, et que c'est un de ses titres préférés, qu'il aime la façon dont la musique arrive de nulle part, évoque une histoire simple avec des émotions simples, et se termine calmement.
Le titre n'est repris qu'en 2021 lors de la dernière tournée du groupe "The Last Domino?" Tour.

## Reprise
La chanson est jouée en concert par le groupe italien de rock progressif The Watch.